# 证书颁发机构
数字证书认证机构（英語：Certificate Authority，缩写为CA），也称为电子商务认证中心、电子商务认证授权机构，是负责发放和管理数字证书的权威机构，并作为电子商务交易中受信任的第三方，承担公钥体系中公钥的合法性检验的责任。

## 介绍
CA中心为每个使用公开密钥的用户发放一个数字证书，数字证书的作用是证明证书中列出的用户合法拥有证书中列出的公开密钥。CA机构的数字签名使得攻击者不能伪造和篡改证书。它负责产生、分配并管理所有参与网上交易的个体所需的数字证书，因此是安全电子交易的核心环节。在SET交易中，CA不仅对持卡人、商户发放证书，还要对获款的银行、网关发放证书。
CA是证书的签发机构，它是公钥基础设施的核心。CA是负责签发证书、认证证书、管理已颁发证书的机关。它要制定政策和具体步骤来验证、识别用户身份，并对用户证书进行签名，以确保证书持有者的身份和公钥的拥有权。
CA也拥有用戶的证书（内含公钥）和私钥。网上的公众用户通过验证CA的签名从而信任CA，任何人都可以得到CA的证书（含公钥），用以验证CA所签发的证书。
用户若欲取得证书，应先向CA提出申请，CA判明申请者的身份后，为之分配一个公钥，并将该公钥与其身份信息绑定，为该整体签名，签名后的整体即为证书，发还给申请者。
如果一个用户想鉴别另一个证书的真伪，他就用CA的公钥对那个证书上的签字进行验证，一旦验证通过，该证书就被认为是有效的。
为保证用户之间在网上传递信息的安全性、真实性、可靠性、完整性和不可抵赖性，不仅需要对用户的身份真实性进行验证，也需要有一个具有权威性、公正性、唯一性的机构，负责向电子商务的各个主体颁发并管理符合国际安全电子交易协议标准的电子商务安全证，并负责管理所有参与网上交易的个体所需的数字证书，因此CA是安全电子交易的核心环节。

## 证书
证书实际是由证书签证机关（CA）签发的对用户的公钥的认证。
证书的内容包括：电子签证机关的信息、公钥用户信息、公钥、权威机构的签字和有效期等等。目前，证书的格式和验证方法普遍遵循X.509国际标准。
　　
- 加密：CA认证将文字转换成不能直接阅读的形式（即密文）的过程称为加密。
- 解密：将密文转换成能够直接阅读的文字（即明文）的过程称为解密。

如打算在电子文档上实现签名的目的，可使用数字签名。RSA公钥体制可实现对数字信息的数字签名，方法如下：
信息发送者用其私钥对从所传报文中提取出的特征数据（或称数字指纹）进行RSA算法操作，以保证发信人无法抵赖曾发过该信息（即不可抵赖性），同时也确保信息报文在传递过程中未被篡改（即完整性）。当信息接收者收到报文后，就可以用发送者的公钥对数字签名进行验证。
在数字签名中有重要作用的数字指纹是通过一类特殊的散列函数（HASH函数）生成的。对这些HASH函数的特殊要求是：
1. 接受的输入报文数据没有长度限制；
2. 对任何输入报文数据生成固定长度的摘要（数字指纹）输出；
3. 从报文能方便地算出摘要；
4. 难以对指定的摘要生成一个报文，而由该报文可以算出该指定的摘要；
5. 两个不同的报文难以生成具有相同的摘要。

## 数字证书
数字证书为实现双方安全通信提供电子认证。在因特网、公司内部网或外部网中，使用数字证书实现身份识别和电子信息加密。数字证书中含有密钥对（公钥和私钥）所有者的识别信息，通过验证识别信息的真伪实现对证书持有者身份的认证。

## 数字身份认证原理
若注册者认定一个人的身份，是通过注册者信任的另外一个人来进行的。注册者信任的那个人就是身份认证机构（可以是一个自然人）。把数字身份比喻成一个证件，那么数字证书就是身份认证机构盖在数字身份证上的一个章或印（或者说加在数字身份证上的一个签名），这一行为表示身份认证机构已认定这个人。
身份认证机构是人们注册公钥的机构。注册之后，身份认证机构就向注册者发一数字证书，也就是说在注册者的数字身份证上加签。服务有免费，也有收费。身份认证机构也可以是一个自然人，就如PGP和GPG系统所倡导的。

## 链接
- 中的“Certificate authorities”
- Certificate Authority Reviews（页面存档备份，存于）
- 认证中心国别一览[永久]
- How secure is HTTPS today? How often is it attacked?（页面存档备份，存于）, Electronic Frontier Foundation (25 October 2011)
- 证书信任链 https://letsencrypt.org/zh-cn/certificates/ （页面存档备份，存于）